# Bighorn (fiume)
Il Bighorn (in inglese Bighorn River), conosciuto anche come Great Horn River, è un fiume degli Stati Uniti d'America, maggior affluente dello Yellowstone. Il fiume, che è lungo circa 742 сhilometri, scorre nel Wyoming centrale e per un piccolo tratto nel Montana meridionale con un percorso che attraversa il cuore della riserva indiana dei Crow (Crow Indian Reservation), regno delle pecore Bighorn che danno il nome sia al fiume che ai monti di quella regione.
Il primo riferimento scritto del Bighorn River risale al 1805 e lo troviamo nel diario del commerciante di pellicce canadese François Antoine Larocque che vide queste pecore dalle grandi corna lungo le rive del fiume mentre esplorava il territorio dello Yellowstone. Al fiume è anche legato il nome del mountain man Jim Bridger che nel 1825, da solo su una piccola zattera di legno, sfidò e riuscì a superare le acque vorticose del Bighorn Canyon, impresa resa nota solo trentatré anni dopo con la pubblicazione del rapporto del capitano William F. Raynolds sull'esplorazione dello Yellowstone.

## Il corso
Il Bighorn River nasce nel Wind River Range delle Montagne Rocciose nel Wyoming nord-occidentale. Il corso superiore del fiume è noto con il nome di Wind River e scorre in una zona pianeggiante del Wyoming centrale. All’altezza di Riverton riceve da destra le acque del Little Wind, subito dopo piega decisamente a nord ed entra nel grande bacino artificiale del Boysen Reservoir formato dalla diga Boysen. Attraverso il Wind River Canyon, una gola stretta e profonda dove il fiume forma numerose rapide, esce dal bacino superiore e diventa ufficialmente Bighorn River. Appena fuori dal canyon il fiume si allarga nel Bighorn Basin, nel Wyoming settentrionale, e prosegue verso nord passando per Thermopolis, Worland e Basin. Prima di arrivare al confine con il Montana il Bighorn River raccoglie le acque dei suoi due principali affluenti di sinistra, i fiumi Greybull e Shoshone.

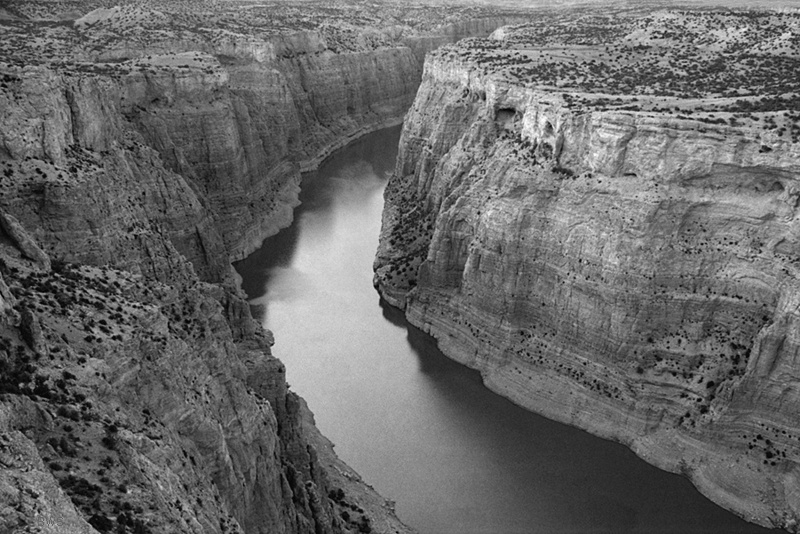
Il fiume nel canyon della Bighorn Canyon National Recreation Area

 Dopo la confluenza con lo Shoshone, il fiume passa attraverso il Bighorn Canyon e subito dopo incontra la diga Yellowtail che forma il bacino idrico del lago Bighorn. È questa una zona di grande interesse turistico in quanto, lungo il Bighorn Canyon e su entrambi i lati al confine dei due Stati, si estende la Bighorn Canyon National Recreation Area, un’area ricreativa che offre ai visitatori un paesaggio selvaggio e di straordinaria bellezza. Passato il confine con il Montana, il Bighorn River piega a nord-est ed entra nelle Grandi Pianure. Ad Hardin riceve da destra le acque del Little Bighorn e qui siamo nella vallata che ospita il sito del Little Bighorn Battlefield National Monument. Il fiume prosegue poi verso valle e, circa 80 km dopo la confluenza con il Little Bighorn, termina il suo percorso sfociando nel fiume Yellowstone.
Il bacino idrografico del Bighorn ha forma ovale e, insieme ai bacini dei fiumi Powder, Rosebud, Little Missouri e Cheyenne, drena una vastissima area che storicamente è definita regione del Powder River. Questa regione è ricca di acque per cui il Bighorn, al pari degli altri fiumi, è alimentato dalle acque di diversi tributari. Gli affluenti di sinistra sono: Muddy Creek, Owl Creek, Gooseberry Creek, East Fork Wind River, Greybull River e Shoshone River. Meno numerosi gli affluenti del versante destro che sono: Little Wind River, Nowood River e Little Bighorn.